# 76 mm armata ambrazurowa wz. 1927
76 mm armata ambrazurowa wz. 1927 – radziecka armata forteczna kalibru 76,2 mm. Armata wz. 1927 miała łoże ambrazurowe i była zasilana amunicją scaloną.